# Typhlodromus ribei
Typhlodromus ribei är en spindeldjursart som beskrevs av Ke och De-Yu Xin 1983. Typhlodromus ribei ingår i släktet Typhlodromus och familjen Phytoseiidae. Inga underarter finns listade i Catalogue of Life.